# Миджнатун
Миджнатун (арм. Միջնատուն) — село в Арагацотнской области Армении.

## География
Село расположено в северной части марза, на расстоянии 51 километра к северо-западу от города Аштарак, административного центра области. Абсолютная высота — 2100 метров над уровнем моря.
Климат
Климат характеризуется как умеренно холодный, влажный (Dfb в классификации климатов Кёппена). Среднегодовая температура воздуха составляет 3,7 °C. Средняя температура самого холодного месяца (января) составляет −7,9 °С, самого жаркого месяца (августа) — 14,5 °С. Расчётная многолетняя норма атмосферных осадков — 575 мм. Наибольшее количество осадков выпадает в мае (100 мм).

## Население
| Год переписи | Население          | Население          | Население          | Население            | Население            | Население            |
| Год переписи | Наличное население | Наличное население | Наличное население | Постоянное население | Постоянное население | Постоянное население |
| Год переписи | Всего              | Мужчины            | Женщины            | Всего                | Мужчины              | Женщины              |
| ------------ | ------------------ | ------------------ | ------------------ | -------------------- | -------------------- | -------------------- |
| 2001         | 183                | 86                 | 97                 | 178                  | 86                   | 92                   |
| 2011         | 196                | 102                | 94                 | 203                  | 104                  | 99                   |